# Rory Kinnear
Ne doit pas être confondu avec Roy Kinnear.
Rory Kinnear /ˈɹɔːɹi kɪnɪə(ɹ)/, né le 17 février 1978 à Londres (Angleterre), est un acteur et dramaturge britannique. Il est connu du grand public pour son rôle de Bill Tanner dans les films de James Bond, (Quantum of Solace, Skyfall, Spectre et  Mourir peut attendre) et  Men.

## Biographie
Rory Kinnear est le fils de l'acteur Roy Kinnear et de l'actrice Carmel Cryan. Il est également le petit-fils de Roy Muir Kinnear, ancien joueur de rugby écossais professionnel. Il a deux sœurs plus âgées, Kirsty et Karina.
Dans les années 1980, il accompagne son père dans les tournées de ses pièces de théâtre. Celui-ci le considère comme son habilleur personnel et lui dit de « s'asseoir dans la loge et les jeunes filles seront gentilles avec lui », ce qui plaisait au garçon de huit ans qu'il était alors. Il découvre aussi les inconvénients du métier d'acteur lorsque ses vacances sont annulées à la dernière minute parce qu'un de ses parents doit partir d'urgence sur un tournage.
Sa première expérience d'acteur a lieu alors qu'il accompagne son père à Chicago. Il est invité à jouer dans une publicité pour du désodorisant de toilettes. À la fin du tournage, il n'est pas payé comme prévu sous le prétexte qu'il sera remplacé par un autre enfant. Six mois plus tard, il apprend par le biais d'un ami qu'il apparait bien dans la publicité, et comprend alors qu'il s'est fait arnaquer.
En 1988, alors qu'il n'a que 10 ans, son père décède d'un accident de cheval sur le tournage en Espagne du film Le Retour des Mousquetaires. À 15 ans, cinq ans après le décès de son père, il joue dans Cyrano de Bergerac montée par son école. C'est la première fois qu'il apprécie de jouer la comédie, ayant reçu plusieurs lettres pour le féliciter de sa prestation.
Amoureux des livres, il obtient un diplôme d'anglais à l'Université d'Oxford (Balliol College) avant d'intégrer la London Academy of Music and Dramatic Art. C'est là qu'il décide de devenir un acteur. En sortant, il intègre la Royal Shakespeare Company pendant quatorze mois, joue dans des pièces du West End, et obtient des rôles notables dans des productions télévisées comme celui de Denis Thatcher dans Margaret Thatcher: The Long Walk to Finchley de Niall MacCormick en 2008.
En 2008, Rory Kinnear obtient son premier rôle dans un film au cinéma. Il joue Bill Tanner dans Quantum of Solace de Marc Forster, aux côtés de Daniel Craig  qui joue James Bond et de Judi Dench  qui interprète M. Il retrouve ce rôle en 2012 dans Skyfall puis en 2015 dans 007 Spectre et enfin Mourir peut attendre en 2021.
Alors qu'il joue dans Marie Stuart mis en scène par Phyllida Lloyd, il est repéré par Nicholas Hytner, directeur du Royal National Theatre de Londres. Il passe une audition pour le rôle de Sir Fopling Flutter dans L'Homme à la mode de George Etherege qu'il réussit. Son interprétation lui vaut en 2008 le Laurence Olivier Awards du meilleur acteur dans un second rôle. Hytner lui propose alors le rôle principal dans La Tragédie du vengeur. En 2010, il retrouve Nicholas Hytner en jouant Hamlet dans la pièce éponyme de William Shakespeare.
En 2013, il joue Iago dans Othello de William Shakespeare, ce qui lui vaut l'Evening Standard Award ainsi que le Laurence Olivier Awards du meilleur acteur. Il dit alors que « c'était le projet professionnel le plus passionnant de toute sa vie ». En 2014, il gagne le Critics' Circle Theatre Award du dramaturge le plus prometteur pour sa première pièce de théâtre, The Herd, jouée au Bush Theatre du West End,.

### Vie privée
Sa sœur Karina, de six ans son ainée, est tétraplégique et retardée mentale. Elle décède du coronavirus en mai 2020. Aucun établissement spécialisé n'existant à proximité de leur maison, ses parents mettent en place le premier spectacle de charité au National Theatre pour lever des fonds pour sa construction. Avec les 40 000 £ récoltés, ils achètent un bungalow à Twickenham. En cinq ans, ils reçoivent environ un million de livres, ce qui leur permet d'ouvrir un établissement d’accueil pour huit adultes.
Il est en couple avec l'actrice Pandora Colin. Ils ont un fils, Riley, né en 2010 et une fille, Hope, née en 2014,.

## Théâtre
- Marie Stuart, mise en scène de Phyllida Lloyd
- 2007 : L'Homme à la mode de George Etherege : Sir Fopling Flutter (Royal National Theatre, Londres)
- 2010 : Hamlet de William Shakespeare, mise en scène de Nicholas Hytner : Hamlet (Royal National Theatre, Londres) (retransmis dans le cadre du National Theatre Live)
- 2013 : Othello de William Shakespeare : Iago (Royal National Theatre, Londres) (retransmis dans le cadre du National Theatre Live)

## Filmographie

### Cinéma

#### Longs métrages
- 2008 : Quantum of Solace de Marc Forster : Bill Tanner
- 2010 : Petits meurtres à l'anglaise (Wild Target) de Jonathan Lynn : Gerry Bailey
- 2012 : Broken de Rufus Norris : Bob Oswald
- 2012 : Skyfall de Sam Mendes : Bill Tanner
- 2014 : Salsa Fury de James Griffiths : Gary
- 2014 : Imitation Game (The Imitation Game) de Morten Tyldum : Nock
- 2014 : Man Up de Ben Palmer : Sean
- 2015 : 007 Spectre (Spectre) de Sam Mendes : Bill Tanner
- 2016 : À ceux qui nous ont offensés (Trespass Against Us) d'Adam Smith : Lovage
- 2017 : iBoy d'Adam Randall : Ellman
- 2018 : Peterloo de Mike Leigh : Henry Hunt
- 2021 : Mourir peut attendre (No Time to Die) de Cary Joji Fukunaga : Bill Tanner
- 2022 : Men d'Alex Garland : Geoffrey / Le policier / Landford / Samuel / Vicar
- 2023 : Bank of Dave de Chris Foggin : Dave Fishwick
- 2023 : The Old Man and the Land de Nicholas Parish : David (voix)
- 2024 : Le Ministère de la Sale Guerre (The Ministry of Ungentlemanly Warfare) de Guy Ritchie : Winston Churchill
- 2025 : Bank of Dave 2: The Loan Ranger de Chris Foggin : Dave Fishwick

#### Courts métrages
- 2009 : Wish 143 d'Ian Barnes : Wishman
- 2016 : The Roof de Natalie Abrahami : Un fan

### Télévision

#### Séries télévisées
- 2001 : Judge John Deed : Tony Cootes
- 2002 : Ultimate Force : Un policier
- 2002 : Menace : Kevin
- 2003 : The Second Coming : Père Dillane
- 2005 : Affaires non classées (Silent Witness) : Paul
- 2007 : Cinq Jours (Five Days) : Kyle Betts
- 2007 : Comedy Showcase : Rob Black
- 2008 : Messiah 5, le ravissement (Messiah: The Rapture) : Stewart Dean
- 2009 : Ashes to Ashes : Jeremy
- 2009 : Meurtres en sommeil (Waking the Dead) : James Mitcham
- 2009 : The Thick of It : Ed
- 2009 : Beautiful People : Ross
- 2009 : Cranford : Septimus Ludlow / Septimus Hanbury
- 2009 : Minder : DI Peter Willoughby
- 2010 : Vexed : Dan Bishop
- 2011 : Black Mirror : Premier ministre, Michael Callow
- 2011 : Women in Love : Rupert Birkin
- 2012 : The Hollow Crown : Henri Bolingbroke
- 2013 : Southcliffe : David Whitehead
- 2013 - 2017 : Count Arthur Strong : Michael Baker
- 2014 : Une place à prendre (The Casual Vacancy) : Barry Fairbrother
- 2014 - 2016 : Penny Dreadful : John Clare / Caliban, la créature de Frankenstein
- 2017 : Guerrilla : Pence
- 2017 : Watership Down : Cowslip (voix)
- 2018 : Inside No. 9 : Gus / Prince Rico
- 2019 : Catherine the Great : Ministre Nikita Ivanovitch Panine
- 2019 : Years and Years : Stephen Lyons
- 2020 : Penny Dreadful: City of Angels : Peter Craft
- 2021 : Ridley Road : Colin Jordan
- 2022 - 2023 : Our Flag Means Death : Captain Nigel Badminton
- 2023 : La Diplomate (The Diplomat) : Nicol Trowbridge, Premier Ministre britannique
- 2024 : Le Seigneur des anneaux : Les Anneaux de Pouvoir (The Lord of the Rings: The Rings of Power) : Tom Bombadil
- 2024 : Say Nothing : Frank Kitson
- 2025 : Toxic Town : Des Collins

#### Téléfilms
- 2003 : Ghosts of Albion: Legacy d'Amber Benson : William Swift (voix)
- 2004 : Judas de Charles Robert Carner : L'apôtre André
- 2004 : Ghosts of Albion: Embers de John Ainsworth : William Swift (voix)
- 2005 : Secret Smile de Christopher Menaul : Nick
- 2007 : Mansfield Park d'Iain B. MacDonald: James Rushworth
- 2008 : The Curse of Steptoe de Michael Samuels : Alan Simpson
- 2008 : Margaret Thatcher: The Long Walk to Finchley de Niall MacCormick : Denis Thatcher
- 2010 : Lennon Naked d'Edmund Coulthard : Brian Epstein
- 2010 : The First Men in the Moon de Damon Thomas : Bedford
- 2012 : Le Mystère d'Edwin Drood (The Mystery of Edwin Drood) de Diarmuid Lawrence : Révérend Septimus Crisparkle
- 2012 : Loving Miss Hatto d'Aisling Walsh : Barrie jeune
- 2013 : Lucan d'Adrian Shergold : Richard John Bingham, 7e comte de Lucan
- 2017 : Quacks d'Andy De Emmony : Robert

### Jeux vidéos
- 2010 : Blood Stone 007 : Bill Tanner (voix)
- 2010 : GoldenEye 007 : Bill Tanner (voix)
- 2012 : 007 Legends : Bill Tanner (voix)

## Distinctions

### Récompenses
- Laurence Olivier Awards 2008 : Meilleur acteur dans un second rôle pour L'Homme à la mode
- British Independent Film Awards 2012 : Meilleur acteur dans un second rôle pour Broken
- Laurence Olivier Awards 2014 : Meilleur acteur pour Othello
- Evening Standard Award 2014 : Meilleur acteur pour Othello (partagé avec Adrian Lester)
- Critics' Circle Theatre Award 2014 :
  - Meilleur acteur pour Othello
  - Dramaturge le plus prometteur pour The Herd (partagé avec Phoebe Waller-Bridge)

### Nominations
- British Academy Television Awards 2014 : Meilleur acteur dans un second rôle pour Southcliffe
- Broadcasting Press Guild Awards 2014 : Meilleur acteur pour Southcliffe
- Screen Actors Guild Awards 2015 : Meilleure distribution pour Imitation Game

## Voix francophones
En version française, Xavier Fagnon est la voix régulière de Rory Kinnear, le doublant dans les films James Bond, Imitation Game, À ceux qui nous ont offensés, Brexit: The Uncivil War, Years and Years et Men.
Parallèlement, Rory Kinnear est doublé à trois reprises par Guy Vouillot dans Penny Dreadful, IBoy et Penny Dreadful: City of Angels ainsi qu'à deux reprises par Stéphane Pouplard dans Une place à prendre et Catherine the Great et Bruno Magne dans Black Mirror et Le Mystère d'Edwin Drood. 
À titre exceptionnel, il est doublé par Loïc Houdré dans Broken, Matthieu Albertini dans Southcliffe, Anatole de Bodinat dans Salsa Fury, Gilles Morvan dans Guerrilla, Emmanuel Curtil dans Our Flag Means Death et Jean-Pierre Michaël dans La Diplomate.